# Globignatha sedgwicki
Globignatha sedgwicki är en spindelart som beskrevs av Forster och Norman I. Platnick 1977. Globignatha sedgwicki ingår i släktet Globignatha och familjen Symphytognathidae.
Artens utbredningsområde är Belize. Inga underarter finns listade i Catalogue of Life.